# Подільська жіноча гімназія
Подільська жіноча гімназія, Києво-Подільська жіноча гімназія — середній загальноосвітній заклад, заснований 1872 року в Києві на Подолі.

## Історія
Першу київську жіночу гімназію в Києві, що називалася Фундуклеївська жіноча гімназія було засновано з дозволу Імператриці Марії 1859 року. Проте для такого міста як Київ лише однієї жіночої гімназії не вистачало. Почалося заснування приватних жіночих гімназій, а київський генерал-губернатор І. І. Васильчиков вирішив відкрити ще одну державну жіночу гімназію, яка мала розташовуватися на Подолі.
Для гімназії обрали приміщення колишнього Контрактового будинку, що був споруджений в 1799-1801 роках архітектором О. Елдизіним на вулиці Покровській, 4. Будинок був двоповерховий: перший поверх — цегляний, другий — дерев'яний. Під час пожежі 1811 року другий поверх згорів. 1819 року будинок було відновлено, але на другий поверх коштів не вистачило. Роботи велися за проектом архітектора Андрія Меленського. Після ремонту в приміщення перевели ремісничу управу магістратських цехів.
Подільська жіноча гімназія була заснована 1872 року на базі Подільського жіночого училища й спочатку існувала як філія Фундуклеївської гімназії. З 1874 року вона стала самостійною семикласною Києво-Подільською жіночою гімназією. 1878 року було добудовано другий поверх, а в 1900—1901 роках добудували ще й третій поверх, а також прибудували декілька приміщень з боку подвір'я.
Подільську жіночу гімназію фінансово підтримував український підприємець і меценат Нікола Терещенко.
Навчання в гімназії розпочиналося о 9-й годині ранку й закінчувалося о 14:30. У перші роки існування гімназії у день проводилося по чотири уроки тривалістю 75 хвилин кожен, між другим та третім уроками була перерва на 30 хвилин.
Через великий наплив охочих класи були переповнені — в них навчалося від 30 до 60 гімназисток. 1911 року кількість учениць гімназії становила 639, з них 22 учениці навчалися у педагогічному класі; викладачів у гімназії було 27, а класних наглядачок — 15.
Після встановлення у місті радянської влади гімназію було закрито, а на її базі засновано трудову школу № 19, яка згодом стала середньою школою № 100. Трудова школа № 19 змальована у творах українського письменника О. І. Копиленка «Дуже добре» (1936) та «Десятикласники» (1938).
1994 року за розпорядженням Подільської районної державної адміністрації в м. Києві середню школу № 100 було реорганізовано у Ліцей «Поділ» № 100.

## Викладачі гімназії
- Стеценко Кирило Григорович[1], музика.
- Шліпенбах Людмила Львівна (мати Юрія Кондратюка), географія.
- Підвисоцький Павло Федорович[2], богослов'я.